# Hasslum

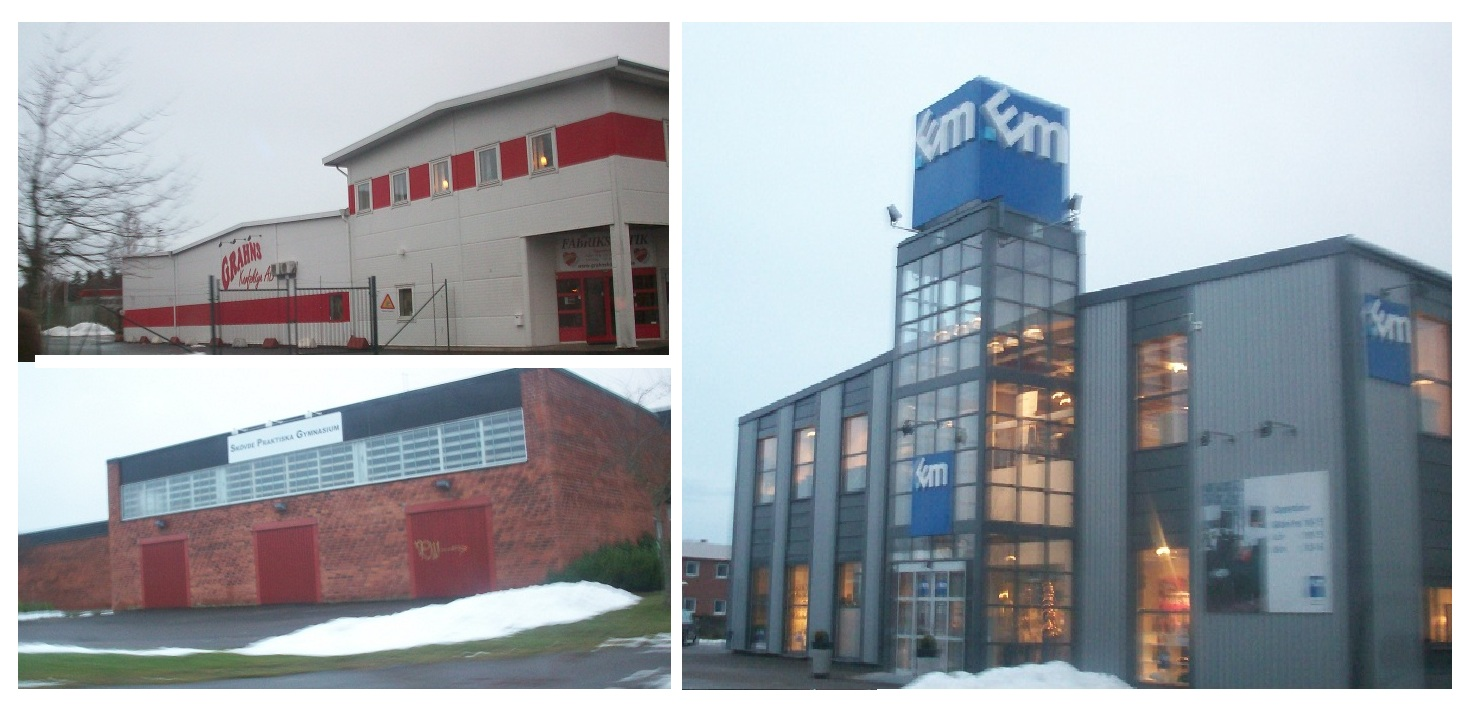
Några av alla företag på Hasslum

Hasslum är en stadsdel som ligger öster om Skövde. I området finns mestadels industriföretag t.ex. en av Skövdes största arbetsgivare (CEJN AB). Det ligger också gymnasieskolor som IT-gymnasiet och Skövde Praktiska Gymnasium i stadsdelen.
Horsås, Aspelund och Mariesjö är angränsande stadsdelar.